# Bonte baardkoekoek
De bonte baardkoekoek (Notharchus tectus) is een vogel uit de familie Bucconidae (baardkoekoeken).

## Verspreiding en leefgebied
Deze soort komt voor in Costa Rica via het Amazonebekken en telt drie ondersoorten:
- N. t. subtectus: van oostelijk Costa Rica tot centraal Colombia en zuidwestelijk Ecuador.
- N. t. picatus: oostelijk Ecuador en oostelijk Peru.
- N. t. tectus: zuidelijk Venezuela, de Guiana's en noordelijk Brazilië.

## Status
De grootte van de populatie is niet gekwantificeerd maar de soort wordt omschreven als tamelijk algemeen in geschikt habitat. Op de Rode lijst van de IUCN heeft deze soort de status niet bedreigd.